# Ioánna Angelidáki
Ioánna Angelidáki (grec moderne : Ιωάννα Αγγελιδάκη) est une entrepreneuse grecque, cofondatrice et directrice marketing d’InstaShop (un service de livraison de produits alimentaires en ligne aux Émirats arabes unis, au Qatar, en Égypte, au Bahreïn, au Liban et en Grèce),,,.

## Biography
De 2003 à 2008, Ioánna Angelidáki a suivi des études à l'Université technique de Crète, où elle a obtenu un diplôme en ingénierie industrielle et en gestion. De 2008 à 2010, elle a obtenu un master en gestion du marketing à la même université,,. Ioánna Angelidáki a rencontré le cofondateur d'InstaShop, Monsieur Tsioris, en 2003, alors qu'elle préparait son diplôme d'ingénieur en mécanique,. Après avoir obtenu son diplôme, Ioánna Angelidáki s'est lancée dans le marketing en ligne en tant qu'indépendante.
En 2013, Angelidáki et Tsióris ont eu l'idée d'une plateforme sociale basée sur la voix, Vound, permettant aux utilisateurs de créer des clips de 11 secondes en utilisant leur voix, des photos, des effets spéciaux et d'autres sons, mais le projet a été fermé au bout de 17 mois,. En mai 2015, Angelidáki a fondé Instashop avec Tsioris.
En 2020, la société berlinoise de commande et de livraison de nourriture Delivery Hero a racheté son entreprise pour 360 millions de dollars. La marque continuera à vivre en tant que plateforme indépendante dirigée par Tsióris et Angelidáki,,. La transaction est considérée comme un record pour une startup grecque et constitue l'une des plus importantes sorties récentes dans la région MENA en général.